# نورفک آیلند ایرلاینز
نورفک آیلند ایرلاینز (به انگلیسی: Norfolk Island Airlines) یک شرکت هواپیمایی است. این شرکت هواپیمایی به بریزبن و فرودگاه جزیره لرد هوئه، پرواز مستقیم انجام می‌دهد.